# 유황 (율후)
유황(劉況, ? ~ ?)은 전한의 제후로, 조경숙왕의 현손이다.

## 생애
아버지 유종근의 뒤를 이어 율후(栗侯)에 봉해졌다.

## 출전
- 반고, 《한서》 권15상 왕자후표 上

| 선대 아버지 율질후 유종근 | 전한의 율후 ? ~ ? | 후대 (불명) |